# Can Pic
Can Pic és una obra del municipi de Sant Julià de Vilatorta (Osona) inclosa en l'Inventari del Patrimoni Arquitectònic de Catalunya.

## Descripció
Es tracta d'una masia de planta quadrada (12x12mts), coberta a dues vessants amb el carener perpendicular a la façana situada a migdia. S'hi endevinen dues etapes constructives. La primitiva es troba a la part de llevant i és més baixa, conserva els ràfecs de llosa i s'hi veu un pilar central que sosté el carener primitiu. El portal és rectangular amb llinda datada, un portal i una finestra recent a la planta. A ponent, i a nivell del primer pis s'hi obre un porxo amb diversos elements de pedra treballada. A tramuntana, una espiera i una finestra tapiada i s'hi adossa un cos de planta cobert a una vessant, aquí s'hi observen bé les antigues vessants de la casa. A llevant també s'hi adossen diferents cossos.

## Història
És una masia de la qual no consta cap notícia documental però si constructiva. Es troba dalt d'un serralet privilegiat des d'on es denomina tota la Plana i es conserva un interessant pou cisterna a l'entrada de l'hort. Dades constructives: portal primitiu 1693 i pilar del cos de porxos 1805